# Stéphane Diagana
Stéphane Diagana (Saint-Affrique, 23 de julho de 1969) é um antigo atleta francês que foi campeão mundial em 1997 e europeu, no ano de 2002, em 400 metros com barreiras.  Foi também detentor do recorde europeu, quando fez 47.37 s em Lausanne, no dia 5 de julho de 1995.
Retirou-se da competição em 2004, tornando-se comentador de televisão e conselheiro da Federação Francesa de Atletismo. 